# 프리비슬린스키 크라이
프리비슬린스키 크라이(러시아어: Привислинский край, 폴란드어: Kraj Nadwiślański)란 11월 봉기와 1월 봉기가 실패한 뒤 폴란드 입헌왕국이 급속히 자치권을 잃고 러시아 제국에 흡수됐을 때 설치된 행정구역이다. 흔히 러시아령 폴란드라고도 한다.

## 역사
1795년 폴란드-리투아니아 연합이 러시아 제국, 프로이센 왕국, 오스트리아 제국에게 분할된 이후, 폴란드인들은 이들 지배국가들에게 끊임없이 저항하였다. 초기 러시아는 분할받은 폴란드 영토에 폴란드 입헌왕국을 건국하고 러시아 황제가 폴란드 국왕을 겸하는 동군연합을 수립하였다. 러시아는 폴란드 입헌왕국에게 일정부분 자치권을 부여했으나, 얼마안가 입헌왕국의 자유주의적 성향을 박해하고 반동적인 정책을 펼쳐 폴란드인들을 공분시켰다. 1830년 폴란드 부사관들은 러시아의 황제 니콜라이 1세에 대항하여 11월 봉기를 일으켰다. 봉기는 삽시간에 전국적으로 퍼져 러시아를 곤혹스럽게 하였으나 11월 봉기는 러시아의 진압으로 실패하게 되었다. 봉기 실패 이후 폴란드는 러시아의 속주로 격하되는 지경에 이르고, 러시아는 폴란드가 가지고 있던 우크라이나의 통제권까지 박탈하게 된다.
뒤이어 폴란드인들은 1863년 1월 봉기를 일으키나 이마저도 실패하면서 폴란드 민중 내에서도 무력 봉기에 대해 회의감을 가지게 되었다. 폴란드인들은 이제 종래의 낭만적인 매너리즘에서 벗어나, 현실을 기반으로 미래에 대한 추구를 모색하게 되었다. 이를 바르샤바 포지티비즘(Warsaw Positivism)이라 한다. 1864년 러시아의 황제 알렉산드르 2세는 폴란드 입헌왕국 전국에 농노 해방을 실시하였다. 황제의 이같은 행동은 본래 폴란드의 민족 봉기를 주도해온 지식인 계급의 물적 토대를 와해시키고 농민계급의 지지를 이끌기 위한 의도였다. 그러나 황제의 의도와는 달리 해방된 농노들은 자유임노동자 계급을 형성하면서 폴란드의 자본주의적 발전을 가져왔다. 농노 해방을 계기로 1865년부터 1880년간 폴란드의 산업부문은 급격한 기술혁명을 맞게 되었다. 이 시기 노동생산성은 배가 되고 총생산은 3배 이상 증가하였다.
이러한 폴란드의 경제발전은 부르주아 계급을 형성시켰고 이들은 러시아 제국의 폴란드 통치를 지지하였다. 러시아는 1867년 폴란드 입헌왕국을 러시아 장군들에 의한 군정으로 전환시켰고, 1915년 폴란드가 독일 제국의 영향권 하에 편입될 때까지 지속되었다.

## 같이 보기
- 크레시